# Fort Walton Beach

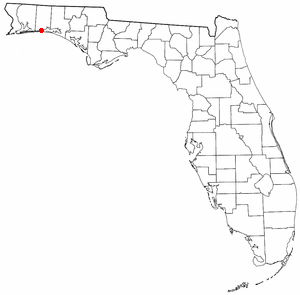
Położenie na mapie Florydy

Fort Walton Beach – amerykańskie miasto położone w północno-zachodniej części Florydy w hrabstwie Okaloosa, nad Zatoką Meksykańską, między Pensacolą a Panama City.

## Demografia
- Powierzchnia: 21,3 km²
- Ludność: 20 925 (2023)[1]